# Clyde Beatty
Clyde Beatty (Bainbridge, 10 giugno 1903 – Ventura, 19 luglio 1965) è stato un circense e attore statunitense.
È stato un addestratore di animali di fama mondiale attivo sin dagli anni '20 nel mondo del circo e poi del cinema.

## Filmografia
- La grande gabbia (The Big Cage), regia di Kurt Neumann (1933)
- The Lost Jungle, regia di David Howard e Armand Schaefer (1934)
- Darkest Africa, regia di B. Reeves Eason e Joseph Kane (1936)
- Africa strilla (Africa Screams), regia di Charles Barton (1949)
- Perils of the Jungle, regia di George Blair (1953)
- Il circo delle meraviglie (Ring of Fear), regia di James Edward Grant e William A. Wellman (1954)